# Parque Estadual de Palmas
O Parque Estadual de Palmas está localizado no município de Palmas, no Estado do Paraná. Foi criado em 2007, através do Decreto Estadual n.º 1530, com área de 181,1258 hectares.
A criação do parque tem como objetivo proteger os ecossistemas da região, prezando pelos remanescentes de campos nativos e florestas de araucárias, bem como a realização de atividades de educação ambiental, conscientização, pesquisas científicas e a promoção de um turismo sustentável.